# Anomala expedita
Anomala expedita är en skalbaggsart som beskrevs av Ohaus 1914. Anomala expedita ingår i släktet Anomala och familjen Rutelidae. Inga underarter finns listade i Catalogue of Life.